# قاعة طرابلس الكبرى
قاعة طرابلس الكبرى هي حلبة مغلقة تقع في طرابلس - ليبيا، وتستخدم للرياضات الداخلية مثل الكرة الطائرة وكرة السلة.